# Медісон Міллс
Медісон Міллс (англ. Madison Mills; 15 жовтня 1810, Катарин, Тайога, Нью-Йорк, США — 28 квітня 1873, Нью-Йорк, там же) — американський військовий діяч, хірург, бригадний генерал Армії США, начальник медичної служби Теннесійської армії генерала Улісса Гранта (1863).

## Біографія
Медісон Міллс народився 15 жовтня 1810 року у Катарині, округ Тайога, штат Нью-Йорк. Батьки: Джордж Міллс (1765—1858) і Дженні Мерфі (пом. 1825).

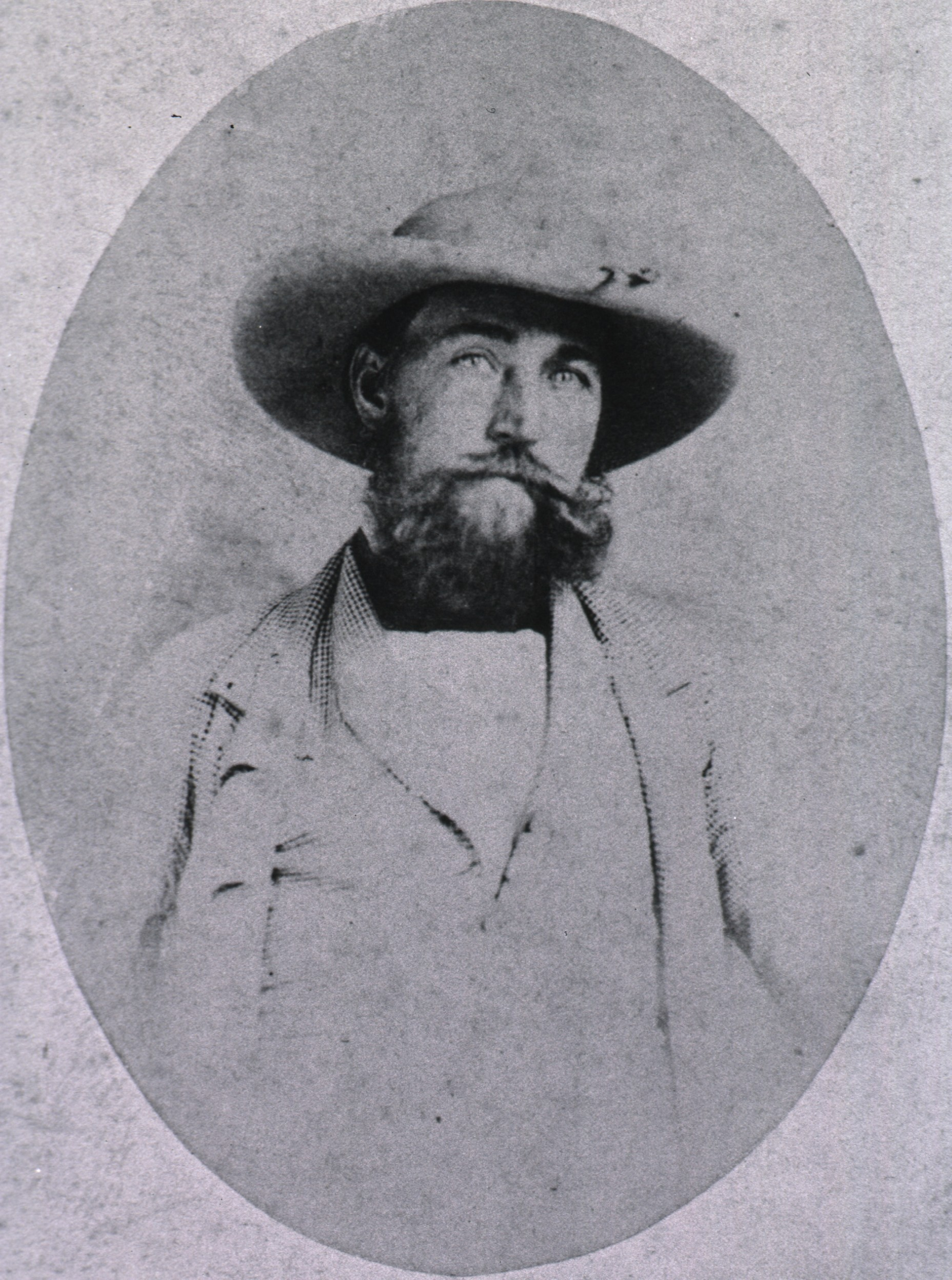
Медісон Міллс

1 квітня 1834 року як асистент хірурга вступив до Армії США. Служив у гарнізонах фортів Армістед (квітень 1834—липень 1835) і Мітчелл (липень 1835—серпень 1836), штат Флорида. До квітня 1837 року кочував з індіанцями, після чого відряджений у розпорядження Драгунського полку і до квітня 1839 року служив у гарнізоні форту Гібсон, Нація Чикасо (індіанська територія). Взяв участь у семінольській війні у Флориді. Потім служив у гарнізонах фортів Бреді, штат Мічиган (вересень 1840—жовтень 1841), і Ніагара, штат Нью-Йорк (жовтень 1841—серпень 1845), поки не вирушив до Техасу.
16 лютого 1847 призначений на посаду головного хірурга. Брав участь у мексиканській війні: працював у шпиталі 5-го піхотного полку у Корпус-Крісті, штат Техас, звідки у складі військ під командуванням генерала Закарі Тейлора дійшов до Ріо-Гранде. Приймав поранених після битви при Пало-Альто: солдати здебільшого вмирали від хвороб, а не від бойових ран, у зв'язку з чим Міллс розробив особливі правила поведінки в армійському таборі — спалювати або закопувати відходи, відганяти москітів, митися якнайчастіше, причому нижче за течією річки від місця забору питної води. Пізніше очолював шпиталь у Пуеблі, яка була обложена військами Санта-Анни. Оскільки гарнізон становив всього вісім сотень людей, з півтори тисячі хворих Міллс відібрав тих, хто був у змозі тримати зброю й організував з них ополчення, це зробило значний внесок у захист міста. Залишив військовий щоденник, у якому описав також і мексиканські пейзажі.
Після мексиканської війни служив при 3-му піхотному полку, а потім у гарнізоні форту Лівенворт (січень 1850—травень 1855). 1854 року став членом Асоціації міста Пауни, брав участь в організації Території Канзас. Потім служив у гарнізоні форту Коламбус у нью-йоркській бухті (травень 1855—травень 1857). 1858 року взяв участь у ютській експедиції проти мормонів, обійнявши посаду начальника медичної служби Департаменту Юта, на якому пробув до початку Громадянської війни. Деякий час прослужив у гарнізоні форту Лівенворт, а у серпні 1860 року очолив шпиталь форту Райлі, штат Канзас. У вересні 1861 року був директором шпиталю у Сент-Луїсі, штат Міссурі, а потім до березня 1853 року обіймав посаду начальника медичної служби Департаменту Міссурі. Листувався з президентом Авраамом Лінкольном, пропонував ідеї щодо реорганізації армійської медичної служби.

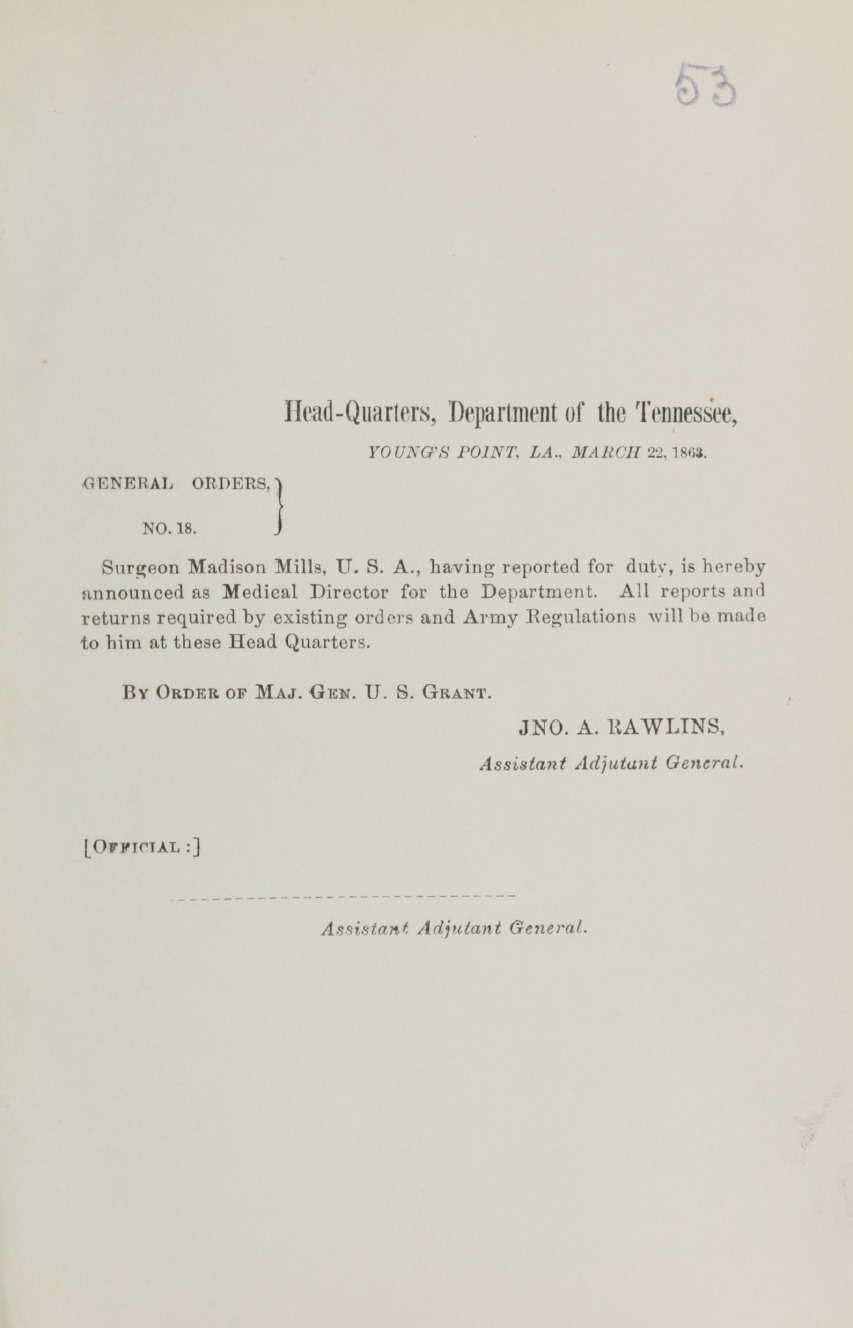
Наказ про Мілса

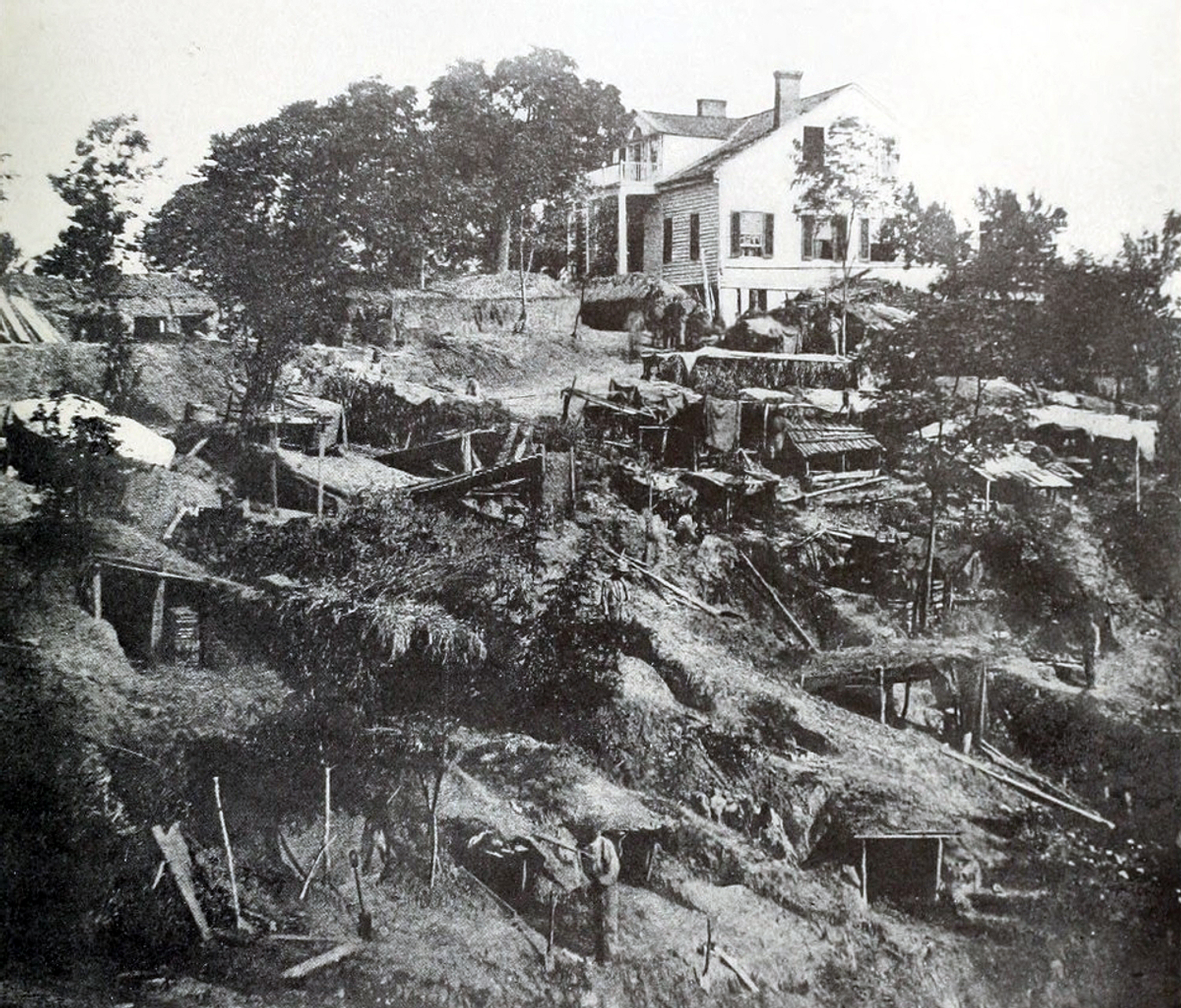
Обложений Віксберг

Приблизно у березні 1863 року, під час Віксберзької кампанії, генерал Улісс Грант ухвалив рішення про створення у своїй Теннесійській армії Корпусу швидкої допомоги, за прикладом і досвідом надзвичайно ефективної медичної служби IV корпусу генерал-майора Вільям Текумсе Шермана. Після цього, 22 березня того ж року за рішенням Гранта та наказом його ад'ютанта Джона Роулінса Міллс став начальником медичної служби у штабі Теннесійської армії. Він створив систему польових шпиталів і таборів реабілітації, що було продиктовано бажанням Гранта врятувати та зберегти у своєму розпорядженні якомога більше хворих і поранених, своїх солдатів. У кожному полку був створений власний шпиталь для легкопоранених і не дуже тяжкохворих. Солдати, одужання яких тривало більше очікуваного, і ті, хто вже не міг оговтатися від ран, евакуювалися з району Віксберга на шпитальних судах у Мемфіс, штат Теннессі. Пацієнти, в очікуванні евакуації, тимчасово розміщувалися у шпиталях, які розташовувалися біля Віксберга та перетворених на єдину систему. Евакуацію ускладнювали брудні дороги та паводки, відчувалася сильна нестача найпростіших речей, зокрема ліків і бинтів, які Міллс був змушений діставати в аптеках селищ, через які проходили війська. Також він регулярно готував зведення погоди, яка у той час вважалася важливим фактором, що впливає на перебіг хвороб. Робота Міллса ускладнювалася тим, що Грант кинув усі сили на взяття Віксберга та деякі частини армії Союзу, які з боями просувалися по сільській місцевості по обидва боки від річки Міссісіпі, не намагалися захопити ворожу територію, залишивши позаду понад 2 тисячі поранених, хоча Грант докладав багато зусиль для виправлення такого положення. Разом з тим, на медслужбу Міллса лягли також обов'язки з медичного спостереження та лікування близько 6—7 тисяч захоплених у полон солдатів армії конфедератів. Під час кампанії Чаттануг до наявних проблем, крім незручностей гористої місцевості та поганого комунікаційного зв'язку, додався і голод. Наступник Міллса, хірург Гловер Перін, який заступив на посаду до битви під Чикамогою, скористався його досвідом, але також і провів реорганізацію служб швидкої допомоги. За свою роботу Міллс заслужив на особливу подяку від генерала Гранта.

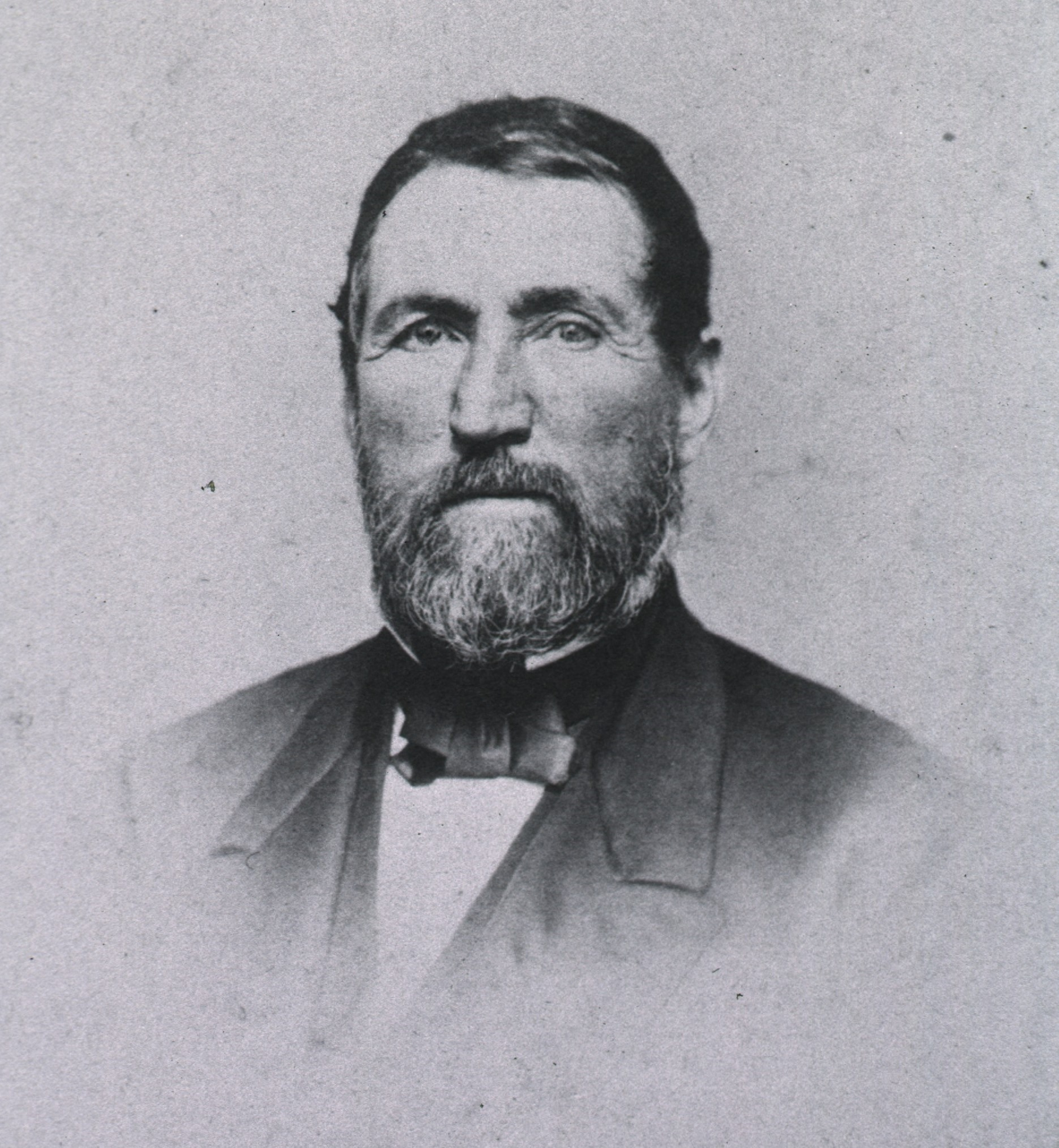
Медісон Міллс

29 листопада 1864 року «за заслуги при облозі Віксберга» був тимчасово підвищений у званні до підполковника, а потім — до полковника. 1 грудня того ж року обійняв посаду медичного генерал-інспектора, змінивши Джозефа Барнса. 13 березня 1865 року «за вірну та похвальну службу» отримав звання бригадного генерала. Працював у форті Лівенворт (жовтень 1865 — лютий 1866), обіймав посаду начальника медичної служби Департаменту Міссурі (лютий 1866 — квітень 1871). 1868 року під час індіанських воєн видав директиву для офіцерів, в якій наголосив на важливості збереження останків, зброї та посуду індіанців, зібравши таким чином в антропологічних цілях велику колекцію черепів для Армійського медичного музею. Пізніше дані артефакти були передані у колекцію Смітсонівського інституту та Національного музею американських індіанців, деякі з них повернуті корінним американцям. Був професійним та досвідченим хірургом, працював до останніх днів.
Медісон Міллс помер 28 квітня 1873 року після 39 років військової служби від перитифліту у форті Коламбус, штат Нью-Йорк. Некролог для журналу Американської медичної асоціації написав головний хірург Армії США Джозеф Барнс. Похований на цвинтарі Гроув у Труменсбурзі, округ Томпкінс, штат Нью-Йорк.

## Особисте життя
21 грудня 1840 року одружився з Маргарет Гелсі (1817—1880) у Гелсівіллі, штат Нью-Йорк. Дочка — Клара Міллс (1851—1931), вийшла заміж за Генрі Гаррісона Чейза Данвуді (1842—1933), випускника Військової академії у Вест-Пойнті (1886), бригадного генерала Армії США. Онук Гелсі Данвуді (1881—1952) — випускник Вест-Пойнта (1905), полковник, учасник Першої світової війни. Правнук Гарольд Гелсі (1919—2015), випускник Вест-Пойнта (1943), бригадний генерал, учасник Другої світової, корейської та в'єтнамської воєн, кавалер хреста «За видатні заслуги». Праправнучка Енн Елізабет (нар. 1953) — генерал, перша жінка у військовій історії США, яка досягла чотиризіркового генеральського звання.